# Hammerman
Hammerman est une série télévisée d'animation américaine en 13 épisodes de 22 minutes produite par DIC, et présentée par le rappeur MC Hammer. Aux États-Unis, elle a été diffusée du 7 septembre 1991 au 7 décembre 1991 sur ABC. En France, elle a été diffusée dans M6 Kid en 1992 sur M6.

## Synopsis
Le jeune éducateur Stanley Burrell (le vrai nom de Hammer) possède des chaussures magiques dansantes (vivantes et douées de parole). Elles permettent à Stanley de se transformer en un super héros du nom de Hammerman. Il est souvent conseillé par "Gramps", le précédent propriétaire des chaussures, connu sous le nom de Soulman.
Le programme était présenté par le vrai MC Hammer, qui interprétait aussi les chansons. Dans chaque épisode, Hammerman est confronté à divers problèmes sociaux qu'il doit régler.

## Voix françaises
- Claude Lombard : les choristes jumelles